# Discurso

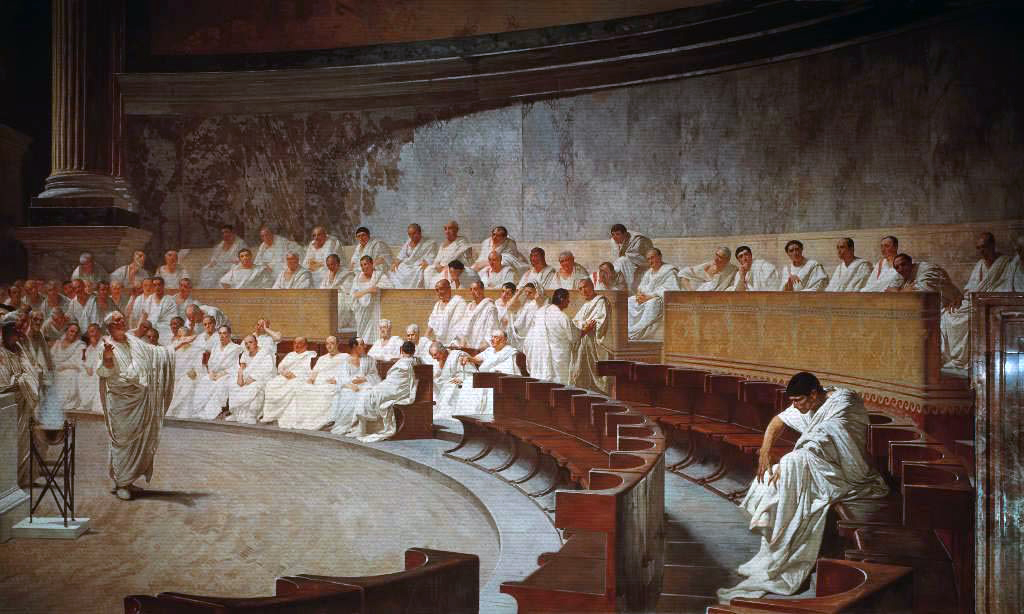
El orador romano Cicerón habla en el Senado Romano.
Cicero Denounces Catiline (1889), fresco de Cesare Maccari.

Un discurso (del latín discursus) o alocución en público ha significado tradicionalmente el acto de hablar cara a cara a una audiencia en vivo, pero hoy en día incluye cualquier forma de hablar (formal e informalmente) a una audiencia, incluido el discurso pregrabado pronunciado a gran distancia por medios de tecnología. Según la RAE es una "serie de las palabras y frases empleadas para manifestar lo que se piensa o se siente", además es "razonamiento o exposición de cierta amplitud sobre algún tema, que se lee o pronuncia en público".
Dar un discurso se usa para muchos propósitos diferentes, pero generalmente como una mezcla de enseñanza, persuasión o entretenimiento. Cada uno de estos requiere enfoques y técnicas ligeramente diferentes.
El hablar en público se desarrolló como una esfera de conocimiento en Grecia y Roma, donde destacados pensadores lo clasificaron como una parte central de la retórica. Hoy en día, el arte de hablar en público ha sido transformado por tecnología recientemente disponible, como videoconferencias , presentaciones multimedia y otras formas no tradicionales, pero lo esencial sigue siendo el mismo.

## Usos
La función de hablar en público depende enteramente del efecto que un orador pretende al dirigirse a una audiencia en particular. El mismo orador, con la misma intención estratégica, podría pronunciar un discurso sustancialmente diferente a dos audiencias diferentes. El punto es cambiar algo, en los corazones, mentes o acciones de la audiencia.
A pesar de su nombre, hablar en público se dirige con frecuencia a una audiencia limitada y cerrada con una perspectiva ampliamente común. El público puede ser ferviente admirador del orador; pueden ser hostiles (asistir a un evento de mala gana); o pueden ser extraños al azar (indiferentes a un orador en una caja de jabón en la calle). De todos modos, los oradores eficaces recuerdan que incluso una pequeña audiencia no es una sola masa con un solo punto de vista, sino una variedad de individuos. [1]
Como generalización amplia, hablar en público busca tranquilizar a una audiencia con problemas o despertar a una audiencia complaciente a algo importante. Una vez decidido cuál de estos enfoques es necesario, el orador combinará la información y la narración de la forma más probable para lograrlo.

## Características
Para comprender el discurso es necesario tener en cuenta el contenido presentado (tema), el contexto donde es producido, y los elementos expresivos, que pueden tener diversas funciones. Referencial, si está dirigido hacia el contexto; persuasivo o conativo, si el propósito es influir en el receptor; metalingüístico, si está en función del código; de contacto, si está centrado en establecer comunicación con el receptor; y poético, si el mensaje se representa como signo artístico.
El análisis del discurso es una praxis que se desarrolló en los años 1960 en la antropología, la lingüística, la sociología, la filosofía, y la psicología. Más tarde, también lo hizo en otras disciplinas como la historia, el estudio de la comunicación y el psicoanálisis. A partir de esto, algunos autores han logrado definir el concepto discurso de distintas formas; por ejemplo, para Foucault, los discursos son un material del que parte el análisis de lo social y de lo histórico. El sujeto hablante queda excluido, no es este quien dota al discurso de realidad y sentido, sino que son las prácticas discursivas que crean los objetos y sujetos; mientras que para Ricoeur, el discurso se concibe como una dialéctica de proposiciones y referente. Él piensa que en un texto existen varios sentidos, y estos dependen de la subjetividad del sujeto, quien asumen un papel de intérprete frente al texto. Por otra parte, Benveniste define al discurso como la aplicación concreta del sistema lingüístico, cuando este queda a cargo o es asumido, incluso transformado, por el locutor en su acto de habla; el discurso para él es un modelo de comunicación.
Por su parte, Calsamiglia Blancafort y Tusón Valls, plantean el discurso como una práctica social que se articula a partir del uso lingüístico contextualizado, pues es parte de la vida social y a la vez un instrumento que la crea. El discurso (oral o escrito) se pone en funcionamiento para construir formas de comunicación y representación del mundo (real o imaginario) de las personas, esto a través del repertorio comunicativo de cada hablante, que se ve influido por parámetros de tipo cognitivo y sociocultural, parámetros que son dinámicos y pueden estar sujetos a revisión, negociación y cambio, dependiendo del momento en que se efectúe la comunicación y también de la comunidad.

## Tipos de discurso
- Científico-tecnológico: su función radica en el conocimiento de la realidad y su transformación en beneficio de la humanidad. De este discurso se reconocen dos enfoques: el científico, que utiliza un lenguaje específico, y el de divulgación, que se encarga de difundir expresiones que sean accesibles para todas las personas.[6]
- Estético: se preocupa, principalmente, por la forma trabajada del lenguaje y el contenido del mensaje, todo con el fin de alcanzar el grado máximo de profundidad en su transmisión. Esto es aplicado al arte según algunos autores como Pierre Bourdieu (1995), donde señala que el arte tiene una posición en el ámbito social, al comunicar un mensaje mediante símbolos con el público,[7][8]
- Religioso: tiende a darse a través de relatos y comparaciones que manifiestan experiencias y se establece, por un lado, a partir de la teología, y por otro, mediante elementos rituales fundamentados principalmente en la palabra.[9]
- Retórico: su función principal es persuadir, es decir, convencer de aceptar ciertas posturas o ideologías a conveniencia; la palabra acompañada de gestos es la principal herramienta.[10]
- Educativo: se centra en la transmisión de conocimientos, este tipo de discurso tiende a volverse autoritario.[11]
- Histórico: se preocupa por dar a conocer eventos ocurridos a través del tiempo (pasados o recientes), y generalmente en este tipo de discurso existe algún personaje al cual se reconoce (héroe histórico).[6]
- Político: este tipo de discurso se da, comúnmente, para asumir algún cargo de poder. Su función es argumentar puntos de vista ante un público determinado, todo con el fin de intervenir en ellos y convencer.[9]
- Lenguaje hablado: codificado por el hablante (conversación).[12]
- Lenguaje escrito: codificado por el que escribe (carta).[12]
- Lenguaje oralizado: escrito que es hablado (lectura en voz alta).[12]
- Lenguaje transcrito: hablado que es escrito (toma de nota).[12]

## Formas del discurso
En la comunicación se emplean formas de discurso. Dependiendo del propósito y de la perspectiva que se adopte, se puede intervenir en una conversación de diferentes maneras fundamentales:
- Narración: al reproducir verbalmente de una serie de sucesos, que pueden ser tanto reales como imaginarios, que una persona realiza siguiendo un orden cronológico.
- Descripción: al representar rasgos característicos de una realidad para que el oyente lo perciba en su imaginación. La descripción se puede definir como la "pintura con palabras".
- Diálogo:  reproducir palabras o pensamientos de personas, que pueden ser tanto reales como imaginarias, que hablan una con la otra.
- Exposición: presentar ordenadamente una serie de ideas sobre un tema con la finalidad de que el oyente las conozca y pueda comprenderlas.
- Argumentación:  defender una opinión mediante la exposición de pruebas con la finalidad de convencer al oyente.

## Partes de un discurso
- Para empezar se inicia con un saludo al público para llamar la atención de los presentes.
- Introducción: Esta parte es fundamental, aquí es donde se trata de explicar a grandes rasgos la estructura de nuestra exposición oral. Hay que referirse al tema del discurso de manera breve y concisa y plantear preguntas al público.
- Desarrollo: Tratar el tema en profundidad con datos y argumentando cada punto a tratar basados en cifras, citas de autores… Aquí se tiene que vislumbrar el conocimiento que tienes sobre el tema.
- Conclusión: El final del discurso tiene que englobar toda la charla, pues son las últimas palabras que el oyente va a escuchar. Un consejo, para terminar con broche de oro, finaliza con una frase o cita de algún autor que crees que vale la pena mencionar porque influye a reflexionar.[14]

## Aristóteles
Aristóteles y uno de sus escritos más famosos, "Retórica" (escrito en el año 350 a. C.), se han utilizado como base para aprender a dominar las artes de la oratoria. En sus obras, la retórica es el acto de persuadir públicamente al público. La retórica es similar al dialecto en el sentido de que define ambos como actos de persuasión. Sin embargo, el dialecto es el acto de persuadir a alguien en privado, mientras que la retórica trata de persuadir a la gente en un entorno público. Más específicamente, Aristóteles define a alguien que practica la retórica o a un "retórico" como un individuo que es capaz de interpretar y entender qué es la persuasión y cómo se aplica.
Aristóteles divide la elaboración de la práctica de la retórica en tres categorías, siendo las categorías los elementos de un discurso: el orador, el tema o punto del discurso y el público. Aristóteles también incluye tres tipos de oratoria o respetos: el político, el forense y el ceremonial. La oratoria política se utiliza cuando la intención es convencer a alguien o a un conjunto de personas para que hagan algo o no. En el enfoque forense, alguien es el centro de atención para que sea acusado o defendido. Por último, con el enfoque ceremonial, alguien está siendo reconocido por sus acciones de forma positiva o negativa.
Aristóteles desglosa la categoría política en cinco focos o temas: "formas y medios, guerra y paz, defensa nacional, importaciones y exportaciones, y legislación". Estos enfoques se desglosan en detalle para que un orador pueda centrarse en lo que es necesario tener en cuenta para que el orador pueda influir eficazmente en una audiencia para estar de acuerdo y apoyar las ideas del orador. El enfoque de "formas y medios" se ocupa de los aspectos económicos en cómo el país está gastando dinero. El enfoque de "paz y guerra" se centra en lo que el país tiene que ofrecer en términos de poder militar, cómo se ha llevado a cabo la guerra, cómo la guerra ha afectado al país en el pasado, y cómo otros países han llevado a cabo la guerra. La "defensa nacional" se ocupa de tener en cuenta la posición y la fuerza de un país en el caso de una invasión. Las fuerzas, las estructuras de fortificación, los puntos con una ventaja estratégica deben ser considerados. El "suministro de alimentos" se refiere a la capacidad de apoyar a un país en lo que respecta a los alimentos, la importación y exportación de alimentos, y la toma de decisiones cuidadosamente para organizar acuerdos con otros países. Por último, Aristóteles desglosa el tema de la "legislación", y este tema parece ser el más importante para Aristóteles. La legislación de un país es el aspecto más crucial de todo lo anterior porque todo se ve afectado por las políticas y leyes establecidas por los gobernantes.
En el escrito "Retórica" de Aristóteles, menciona tres estrategias que alguien puede utilizar para tratar de persuadir a una audiencia: Establecer el carácter de un orador (Ethos), influir en el elemento emocional de la audiencia (Pathos), y centrarse en el argumento específicamente (Logos). Aristóteles cree que establecer el carácter de un orador es eficaz en la persuasión porque el público creerá que lo que dice el orador es cierto si éste es creíble y digno de confianza. Con el estado emocional del público, Aristóteles cree que los individuos no toman las mismas decisiones cuando están en diferentes estados de ánimo. Debido a esto, hay que tratar de influir en la audiencia estando en control de las propias emociones, haciendo que la persuasión sea efectiva. El propio argumento puede afectar al intento de persuasión haciendo que el argumento del caso sea tan claro y válido que la audiencia entienda y crea que el punto del orador es real.
En la última parte de la "Retórica", Aristóteles menciona que la pieza más crítica de la persuasión es conocer en detalle lo que constituye el gobierno y atacar lo que lo hace único: "las costumbres, las instituciones y el interés". Aristóteles también afirma que se persuade a todo el mundo teniendo en cuenta los intereses de las personas y cómo la sociedad en la que viven influye en sus intereses.